# Меріон Вандергуф
Меріон Вандергуф (англ. Marion Vanderhoef; 6 грудня 1894 — 9 червня 1985) — колишня американська тенісистка.
Найвищим досягненням на турнірах Великого шолома був фінал в одиночному розряді.

## Фінали турнірів Великого шолома

### Одиночний розряд (1 поразка)
| Результат | Рік  | Турнір             | Покриття | Суперниця               | Рахунок       |
| --------- | ---- | ------------------ | -------- | ----------------------- | ------------- |
| Поразка   | 1917 | U.S. Championships | Трава    | Молла Б'юрстедт Маллорі | 6–4, 0–6, 2–6 |